# 林潤
林 潤（はやし じゅん、1972年10月23日- ）は、日本の政治家。自由民主党所属の元衆議院議員（1期）。東京都渋谷区出身で、祖父は文化勲章受章者で洋画家の林武である。
岡山市議会に日本共産党所属の同名議員が、福井県立大学に同名の生物学者などがいるがいずれも別人である。

## 選挙履歴
- 2003年11月　第43回衆議院議員総選挙（神奈川4区）で立候補（自由民主党公認）し落選。
- 2005年9月　第44回衆議院議員総選挙（神奈川4区）で立候補（自由民主党公認）し当選。
- 2009年8月　第45回衆議院議員総選挙（神奈川4区）で立候補（自由民主党公認）し落選。
- 2012年12月　第46回衆議院議員総選挙（和歌山1区）で立候補（日本維新の会公認）し落選。
- 2017年10月　第48回衆議院議員総選挙に比例四国ブロックに自由民主党から出馬。単独15位で出馬するも、落選。

## 人物
- 学習院幼稚園、学習院初等科、千代田区立麹町中学校、慶應義塾高等学校を経て、慶應義塾大学商学部卒業。在学中は弁論部に所属。ゼミでは社会保障を専攻し、高齢化福祉や年金制度を学ぶ。
- 1995年、毎日新聞社東京本社に入社。北海道支社では警察・司法記者などを担当し、北海道拓殖銀行の破綻やトンネル崩落事故の関連取材に関わる。
- 2000年、政策集団宏池会による国政候補者公募試験に合格。
- 2001年10月に毎日新聞社を退職し、政治活動へ。2002年より2005年9月まで彩林堂画廊取締役副社長。
- 2003年の総選挙で、神奈川4区から自民党公認で立候補。無名の新人ながら75000票を獲得し（惜敗率83%）、比例復活まで約4000票に迫るも次点で及ばず。同区のある鎌倉市は実母の出身地で、本人は幼稚園入学まで育った。
- 2005年の総選挙では、12万票近くを獲得し小選挙区で当選。主に憲法調査会委員、厚生労働委員会委員、自民党青年局次長、自民党厚生団体副委員長、自民党報道局次長など歴任する。また、「子どもの犯罪防止対策PT」を立ち上げ、事務局次長に就任した。
- 2006年4月28日 - 伝統と創造の会の創設に参加し、副幹事長に就任。会のメンバーとともに女系天皇容認に反対し、4月28日を主権回復記念日と制定することや、憲法96条の改正条項を二分の一に緩和することなどを提言してきた。
- 2008年5月28日 - 「ゐ」や「ゑ」など旧仮名づかいの復活を目指す超党派議連「国語を考える国会議員懇談会」（国語議連）事務局長就任。会長は平沼赳夫衆議院議員。
- 2008年6月13日 - 自民党の若手国会議員でつくる「税金の無駄遣いを一円たりとも許さない若手の会」の代表幹事に就任。「無駄の徹底的排除」を行うための中間提言を発表した。提言の中では、議員定数の削減、特別会計の廃止、天下りの禁止、「無駄遣い取締官」の創設など盛り込まれた。
- 2009年8月30日の第45回衆議院議員総選挙に自民党公認（公明党推薦[1]）で再選を目指すが落選した（惜敗率71%）。
- 2010年1月 - 横浜市中区に「社会保障政策研究所」を立ち上げ、代表に就任。毎月一回、若手経営者を対象とした政経セミナーを開催し、自ら講師を務める。
- 2010年2月 - 「創生「日本」」の幹事に就任。
- 2010年9月 -  脳神経外科医の女性と再婚。[2]
- 2010年10月 - 自民党神奈川県第4選挙区支部長の辞職願を提出する。後任は山本朋広。
- 2010年以後 - 「国想う在野議員の会」の幹事に就任。CS217チャンネル桜の討論番組「日いづる国」（すぎやまこういちプロデュース）に定期出演している。

## 所属していた団体・議員連盟
- 日本会議国会議員懇談会
- 創生「日本」（幹事）
- 伝統と創造の会（副幹事長）
- 国語を考える国会議員懇談会（事務局長）
- 道州制型統治機構研究会
- 国想う在野議員の会（幹事）
- 税金の無駄遣いを一円たりとも許さない若手議員の会（代表幹事）
- 日米友好議員連盟
- 禁煙推進議員連盟
- 再チャレンジ支援議員連盟
- 83会